# Måcksjön
Måcksjön är en sjö i Ockelbo kommun i Gästrikland och ingår i Gavleåns huvudavrinningsområde. Sjön har en area på 1,85 kvadratkilometer och ligger 239 meter över havet.

## Delavrinningsområde
Måcksjön ingår i det delavrinningsområde (675451-153320) som SMHI kallar för Utloppet av Måcksjön. Medelhöjden är 262 meter över havet och ytan är 12,2 kvadratkilometer. Det finns inga avrinningsområden uppströms utan avrinningsområdet är högsta punkten. Sidsjöbäcken som avvattnar avrinningsområdet har biflödesordning 2, vilket innebär att vattnet flödar genom totalt 2 vattendrag innan det når havet efter 94 kilometer. Avrinningsområdet består mestadels av skog (76 procent). Avrinningsområdet har 2,24 kvadratkilometer vattenytor vilket ger det en sjöprocent på 18,4 procent.